# Over Drive (manga)
Over Drive (オーバードライヴ, ŌbāDoraivu) est un manga de style shōnen de Yasuda Tsuyoshi. Il a été prépublié dans le magazine Weekly Shōnen Magazine de l'éditeur Kōdansha, et a été compilé en un total de 17 tomes. Une adaptation télévisée de 26 épisodes a également vu le jour par le studio Xebec, et a été diffusé au Japon entre avril et septembre 2007.
La série relate les aventures d'un jeune lycéen, Mikoto Shinozaki, qui est un élève des plus simples, à qui Yuki Fukazawa (la personne dont il est amoureux) va lui faire découvrir le monde du vélo.

## L'histoire
Shinozaki est un jeune étudiant ayant une vie des plus monotones.

Assez chétif et sans grande volonté, il est racketté par ses sempai. Alors qu'il parle à Fukasawa, une camarade de classe dont il est amoureux, celle-ci lui propose de rejoindre le club de cyclisme afin de trouver la confiance qui lui manque tant. Ne sachant pas pédaler, Shinozaki tentera alors d'apprendre seul et, après une succession d'efforts, se découvrira un talent caché pour ce sport. Dès lors sous le regard de Fukasawa et de ses nouveaux amis, il essaiera d'utiliser tout son potentiel afin de laisser une trace de son existence dans la discipline. Son nouveau but sera désormais de devenir un grand cycliste et de remporter le titre de l'illustre Tour de France.

## Personnages
Mikoto Shinozaki

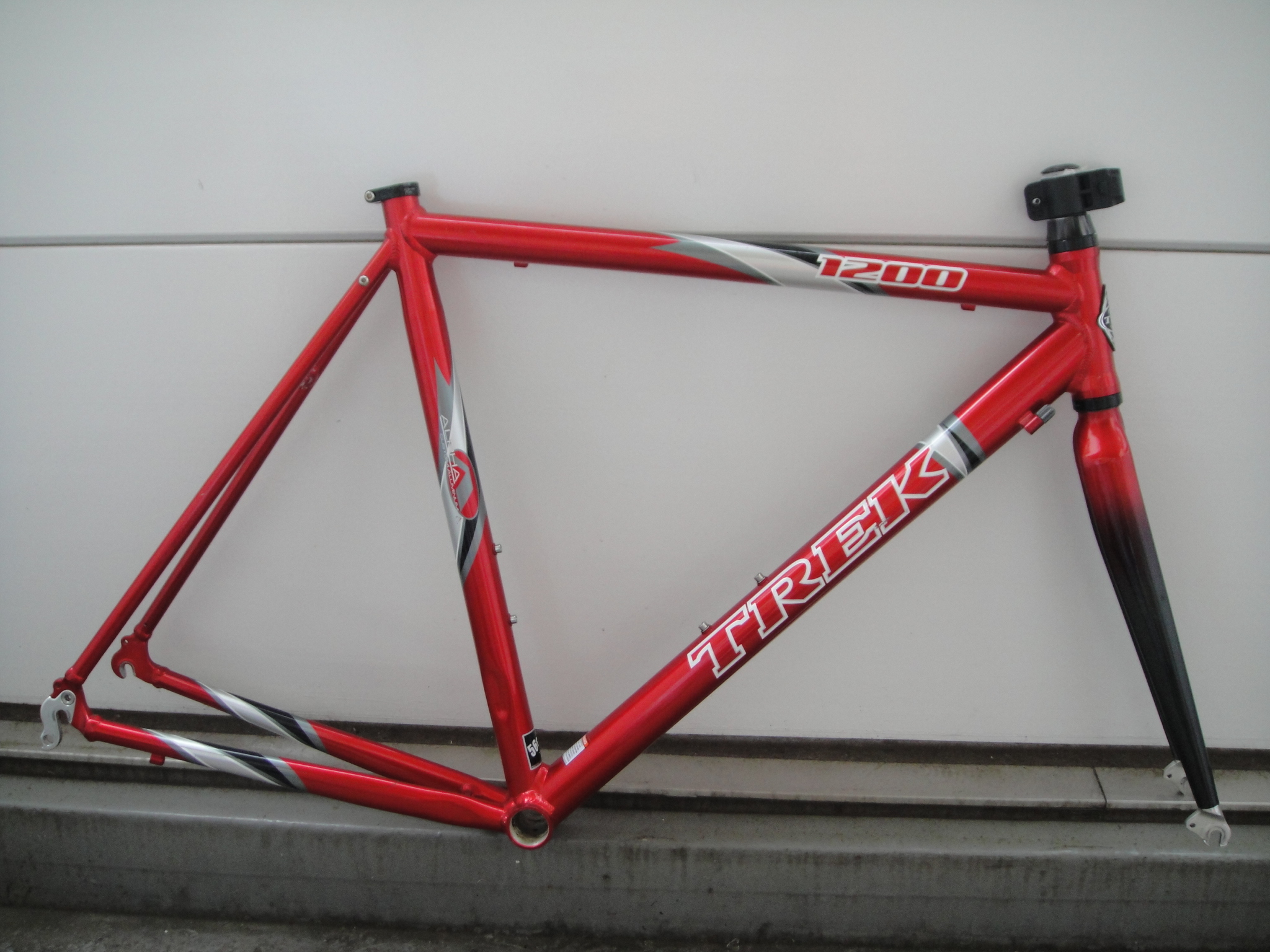
TREK 1200 2004 enfourché par Mikoto Shinozaki.

C'est le type parfait du personnage boulet. Mikoto est le héros de la série et le nouveau membre du club de cyclisme de lycée. Il est aussi amoureux de Yuki Fukazawa.
Taille : 160 cm.
Lycée : 1re année.
Type : Sprinter.
Yuki Fukazawa
Elle est la camarade de classe de Mikoto et la sœur du président du club de cyclisme. C'est elle qui a recruté Mikoto pour joindre le club. Elle est toujours de mauvaise humeur surtout avec Mikoto.
Taille: 155 cm
Yousuke Fukazawa
Il est le président du club de cyclisme et est connu sous le nom du "Roi Solitaire".
Taille : 180 cm.
Lycée : 3e année.
Type : Sprinter (Down-hiller)
Kouichi Terao
C'est l'ami d'enfance de Yousuke et le cofondateur du club. Il est toujours là pour aider Mikoto à s'entraîner. C'est un personnage très gentil et très affectueux surtout envers Yousuke !
Yamato Takeshi
C'est le type cool de la série. De caractère froid, Yamato est toujours seul, seul Mikoto est parvenu à être son « ami ».
Il pratique aussi le cyclisme mais il n'est pas un membre du club. Ses points forts sont les montées (c'est un "grimpeur") et les sprints.
On apprend qu'il a faible pour les filles à lunettes, telles qu'Asashi. Il a créé un « ABC de l'amour » avec Mikoto.

## Manga
Les chapitres ont été publiés chaque jeudi dans le magazine Weekly Shōnen Magazine au Japon. 17 tomes sont sortis au Japon.

## Anime
Titre Original : Over Drive (オーバードライヴ )

Genre : Shonen, Sport, Romance, Comédie

Support : Série TV

Studio : Xebec

Auteur : Tsuyoshi Yasuda

Directeur : Takao Kato (Busou Renkin)

Année de diffusion : 2007

Nombre d'épisodes : 026

Nombre d'épisodes sortis au Japon : 026

Diffuseur : AT-X, TV Aichi, TV Osaka, TV Tokyo

Générique de début : "WINDER ~Boku wa Koko ni Iru~" by Shonen Kamikaze

Générique de fin 01 : "Saihate no Parade" by Merry

Générique de fin 02 : "Koi suzumi" by DEL

Musique de fond : Kô Ôtani (Shakugan no Shana, Gundam Wing, Pumpkin Scissors…)